# ФК РБ Лајпциг
Разен Балспорт Лајпциг познатији као РБ Лајпциг, њемачки је фудбалски клуб из Лајпцига. Основан је 2009 године, иницијативом компаније ред бул, која је купила право играња у петој лиги од Марканстада, са намјером уласка у највиши ранг фудбалских такмичења у Њемачкој — Бундеслигу у наредних осам година. Фудбалским клубом управља спин оф организација Разенбал спорт Лајпциг ГмбХ. РБ Лајпциг своје утакмице игра на Ред бул арени.
У првој сезони, 2009/10, Лајпциг је доминирао петом лигом и као првак пласирао се у четврту лигу. Након двије неуспјешне сезоне, Лајпциг је у сезони 2012 /13 освојио четврту лигу без иједног пораза, чиме је изборио мјесто у баражу за трећу лигу, гдје је играо против Шпортфројнде лотеа. У првом мечу Лајпциг је славио 2:0, пред 30.104 гледалаца, што је био нови рекорд четврте лиге по броју гледалаца. Други меч завршен је 2:2 и Лајпциг је изборио пласман у трећу лигу. Сезону 2013/14 завршили су на другом мјесту и изборили пласман у Другу Бундеслигу.
Лајпциг је 8. маја 2016 изборио пласман у Бундеслигу за сезону 2016/17 након побједе 2:0 над Карлсруеом. Годину касније, Лајпциг је обезбиједио учешће у Лиги шампиона за сезону 2017/18, освојивши друго мјесто у Бундеслиги. Своје прво учешће у Лиги шампиона завршио је у групној фази, на трећем мјесту, захваљујући чему је изборио пласман у нокаут фазу Лиге Европе за сезону 2017/18. Огроман успех остварио је пласманом у полуфинале Лиге шампиона у сезони 2019/20. када је поражен од екипе ПСЖ-а.

## Успеси
- Бундеслига Немачке
  - Другопласирани (2): 2016/17, 2020/21.
- Куп Немачке
  - Освајач (2): 2021/22, 2022/23.
  - Финалиста (2): 2018/19, 2020/21.
- Суперкуп Немачке
  - Освајач (1): 2023.
  - Финалиста (1): 2022.

## РБ Лајпциг у европским такмичењима
| Сезона   | Такмичење     | Коло         | Клуб               | Дом. | Гост | Укупно    |
| -------- | ------------- | ------------ | ------------------ | ---- | ---- | --------- |
| 2017/18. | Лига шампиона | Група Г      | Порто              | 3:2  | 1:3  | 3. место  |
| 2017/18. | Лига шампиона | Група Г      | Монако             | 1:1  | 4:1  | 3. место  |
| 2017/18. | Лига шампиона | Група Г      | Бешикташ           | 1:2  | 0:2  | 3. место  |
| 2017/18. | Лига Европе   | 1/16 финала  | Наполи             | 0:2  | 3:1  | 3:3 (пгг) |
| 2017/18. | Лига Европе   | 1/8 финала   | Зенит              | 2:1  | 1:1  | 3:2       |
| 2017/18. | Лига Европе   | четвртфинале | Марсеј             | 1:0  | 2:5  | 3:5       |
| 2018/19. | Лига Европе   | 2. коло кв.  | Хекен              | 4:0  | 1:1  | 5:1       |
| 2018/19. | Лига Европе   | 3. коло кв.  | Универзитатеа      | 3:1  | 1:1  | 4:2       |
| 2018/19. | Лига Европе   | плеј-оф      | Зорја              | 3:2  | 0:0  | 3:2       |
| 2018/19. | Лига Европе   | Група Б      | Ред бул Салцбург   | 2:3  | 0:1  | 3. место  |
| 2018/19. | Лига Европе   | Група Б      | Селтик             | 2:0  | 1:2  | 3. место  |
| 2018/19. | Лига Европе   | Група Б      | Розенборг          | 1:1  | 3:1  | 3. место  |
| 2019/20. | Лига шампиона | Група Г      | Зенит              | 2:1  | 2:0  | 1. место  |
| 2019/20. | Лига шампиона | Група Г      | Бенфика            | 2:2  | 2:1  | 1. место  |
| 2019/20. | Лига шампиона | Група Г      | Лион               | 0:2  | 2:2  | 1. место  |
| 2019/20. | Лига шампиона | 1/8 финала   | Тотенхем           | 3:0  | 1:0  | 4:0       |
| 2019/20. | Лига шампиона | четвртфинале | Атлетико Мадрид    | 2:1  |      |           |
| 2019/20. | Лига шампиона | полуфинале   | Париз Сен Жермен   | 0:3  |      |           |
| 2020/21. | Лига шампиона | Група Х      | Париз Сен Жермен   | 2:1  | 0:1  | 2. место  |
| 2020/21. | Лига шампиона | Група Х      | Манчестер јунајтед | 3:2  | 0:5  | 2. место  |
| 2020/21. | Лига шампиона | Група Х      | Башакшехир         | 2:0  | 4:3  | 2. место  |
| 2020/21. | Лига шампиона | 1/8 финала   | Ливерпул           | 0:2  | 0:2  | 0:4       |